# ヒドロキシシトロネラール
ヒドロキシシトロネラール（英: Hydroxycitronellal）は、化学式C10H20O2で表される有機化合物である。スズランの香りを持ち、香水などに使われる。

## 香り
スズランの香りを表現するために開発された合成香料の一つで、クリスチャン・ディオールの香水ディオリシモに配合された。その後皮膚に対する感作性や安定性に問題のあることが分かり、化粧品中に1.0%以上含まれてはならない規制が設けられた。酸やアルカリに弱い欠点があり、より安定性のあるフロロールやマジャントール、ヒドロキシイソヘキシル-3-シクロヘキセンカルボキシアルデヒドなどが開発された。不斉炭素原子を一つ含むことから光学異性体が知られるが、香料の目的では区別されずに使用される。皮膚の感作性の点では（S）-（－）体は（R）-（＋）体に比べて弱いことが確認されている。使用制限があるものの、スズランやミューゲ、ユリなどのフローラル系調合香料に使われるほか、シトラス、チェリー、ベリータイプのフレーバーに花調を与える目的で使用される。
日本の消防法では、危険物第4類第三石油類に該当する。

## 合成
シトロネラールを亜硫酸水素ナトリウム付加体としてアルデヒド基を保護して加水反応する方法がある。シトロネロールからヒドロキシシトロネロールを作り、接触脱水素によりアルデヒドにする方法も行われた。